# هارو استپانیان
هارو لئونی استپانیان (ارمنی: Հարո Լևոնի Ստեփանյան؛  زادهٔ ۲۵ آوریل ۱۸۹۷ - درگذشته ۹ ژانویهٔ ۱۹۶۶) آهنگساز اپرا اهل ارمنستان بود.

## زندگی‌نامه
وی در ۲۵ آوریل ۱۸۹۷ در گنجه به دنیا آمد و از کنسرواتوار دولتی وانو ساراجیشویلی تفلیس و کنسرواتوار سنت پیترزبورگ فارغ‌التحصیل گشت. وی عضو اتحادیه آهنگسازان اتحاد شوروی می‌باشد. وی در کنسرواتوار دولتی کومیتاس ایروان نیز فعالیت می‌کند. وی همچنین برنده جوایزی همچون هنرمند مردمی ارمنستان شوروی نشان پرچم سرخ کار جایزه استالین شد. وی در ۹ ژانویهٔ ۱۹۶۶ در سن ۶۸ سالگی در ایروان درگذشت